# Коледж електронних приладів Івано-Франківського національного технічного університету нафти і газу
Коледж електронних приладів Івано-Франківського національного технічного університету нафти і газу — державний вищий навчальний заклад II рівня акредитації, що розташований в Івано-Франківську

## Історія
26 серпня 1981 року створено «Івано-Франківський вечірній технікум електронних приладів». В 1988 році наказом Міністерства електронної промисловості СРСР № 921 від 8 грудня технікум було реорганізовано в денний «Івано-Франківський технікум електронних приладів».
29 листопада 1991 року наказом Міністерства вищої освіти України № 231 технікум підпорядкований Міністерству вищої освіти України.
Коледж електронних приладів Івано-Франківського національного технічного університету нафти і газу створено Постановою Кабінету Міністрів України № 526 від 29 травня 1997 року та наказом Міністерства освіти України № 218 від 20.06.1997 року на базі Івано-Франківського технікуму електронних приладів, який ліквідовано.

## Структура
Основними структурними підрозділами коледжу є відділення (станом на 2007 р.):
- комп'ютеризованих систем і програмування;
- телекомунікацій та комп'ютерної інженерії;
- електроніки та економіки;
- заочної форми навчання;
- загальноосвітньої підготовки.

### Підготовка фахівців
- Молодший спеціаліст, напрям підготовки за спеціальностями:
  - «Бухгалтерський облік»;
  - «Економіка підприємства»;
  - «Конструювання, виробництво і технічне обслуговування виробів електронної техніки»;
  - «Монтаж, технічне обслуговування і ремонт обладнання радіозв'язку, радіомовлення та телебачення»;
  - «Обслуговування комп'ютеризованих, інтегрованих і робототехнічних систем»;
  - «Розробка програмного забезпечення»;
  - «Конструювання, виробництво і технічне обслуговування радіотехнічних пристроїв»;
  - «Обслуговування комп'ютерних та інтелектуальних систем та мереж».

- Бакалавр, напрям підготовки:
  - «Системна інженерія»;

** «Електронні пристрої та системи»;
- - «Телекомунікації».

Загальна чисельність викладачів — 99, з них 32 мають вищу кваліфікаційну категорію, 3 — кандидати наук.

## Інфраструктура
- 46 навчальних кабінетів;
- слюсарно-механічна та радіомонтажна майстерня;
- комп'ютерний центр;
- бібліотека.
- максимальна кількість студентів сладає 945

Коледж випускає студентську газету «Свічадо».
В коледжі діють гуртки художньої самодіяльності: ансамбль хлопців, ансамбль дівчат, танцювальний ансамбль, вокальний гурток та гурток «Скриня отчого дому». Їх учасники неодноразово ставали лауреатами різноманітних конкурсів та фестивалів.